# Litoralia gibberosa
Litoralia gibberosa is een hooiwagen uit de familie Cosmetidae.